# Marie Erhard
Marie Erhard (* 1846 in Wien; † 12. Juli 1906 in Klosterneuburg bei Wien) war eine österreichische Opernsängerin (Sopran) und sächsische Kammersängerin.

## Leben
Erhard erhielt ihre Gesangsausbildung in Wien. Sie ging dann an die Dresdner Hofoper, wo sie eine bedeutende Karriere machte und zur Sächsischen Kammersängerin ernannt wurde. Später wechselte Erhard an das Deutsche Landestheater in Prag. Ihr berufliches Wirken ergänzten Gastspiele und Konzertauftritte.